# L'uomo della fortuna
L'uomo della fortuna è un film del 2000 diretto da Silvia Saraceno.

## Trama
Napoli. Antonio Salvia, impiegato della ricevitoria del lotto di zona, salva la vita a un signore anziano che, senza parlargli, gli dona un biglietto, su cui sono scritti tre numeri. E sparisce. Il giorno dopo, svogliatamente Antonio consiglia all'amico Nicola di giocare quei numeri. A sorpresa, vince una gran somma. Antonio, non appena saputo della vincita, gli suggerisce di non dirlo a nessuno finché non abbia riscosso la vincita. Invece, provocato dalla bella Teresa, proprietaria del locale Planet Teresa, confessa tutto a lei. Lei lo riferisce al boss Ettore, che controlla il suo locale, e Nicola finisce in ospedale. Il vecchio riappare ad Antonio e gli dà un ambo, che Antonio dà al boss, il quale, dubbioso sui suoi presunti poteri divinatori, gioca la puntata minima, e vince. Adesso è certo dei suoi poteri, e vuole che lui si trasferisca al Planet Teresa. Allo scopo, manda i suoi scagnozzi dal gestore della tabaccheria dove Antonio lavora, e quando lui rifiuta di cedergli la tabaccheria, lo fa uccidere. Il boss dà ad Antonio pure un cercapersone e una pistola. Antonio non vorrebbe andare al suo locale, ma vuole la ricevitoria. Il boss gliela promette, a patto di uccidere Nicola. A casa con Nicola, parte uno sparo. Lo scagnozzo del boss, che aspetta fuori, immagina che l'omicidio sia stato effettuato, ma giunto sul posto, viene attaccato e legato. Ora Antonio è proprio nei guai, e quando di nuovo incontra il vecchio, chi chiede di tirarlo fuori da questo pasticcio nel quale i suoi numeri lo hanno ficcato, e lui gli dà altri numeri, che solo il boss personalmente deve usare. Va a dirglielo in casa, vi trova anche Teresa, che tenta disperatamente di farlo tornare da lei, ma la rifiuta malamente. Lei si vendica dicendo al boss che l'ha violentata, ne segue un inseguimento che finisce con uno scontro frontale del boss in auto contro un bus, il cui numero sono i tre numeri da giocare! A Parigi, sei mesi dopo, la compagna di Antonio, ballerina ancora senza contratto, trova un teatro che cerca una étoile per il prossimo musical. Il pianista è Antonio, ed è finanziato dall'ormai miliardario Nicola.